# 박명재
박명재(朴明在, 1947년 7월 5일 ~ )는 대한민국의 정치인이다.

## 학력
- 1960년 장기초등학교 졸업
- 1963년 장기중학교 졸업
- 1966년 중동고등학교 졸업
- 1975년 연세대학교 행정학 학사
- 1980년 네덜란드 국립사회과학대학원 사회과학 석사
- 2000년 연세대학교 행정대학원 행정학 석사

### 명예 박사 학위
- 2007년 용인대학교 명예행정학 박사
- 2008년 경북대학교 명예정치학 박사

## 경력
- 1975년: 제16회 행정고등고시 수석 합격
- 1983년 ~ 1985년: 중앙공무원교육원 기획과장
- 1985년 ~ 1986년: 총무처 교육훈련과장, 총무처장관 비서실장
- 1987년 ~ 1990년: 내무부 장관비서실장
- 1990년 ~ 1996년: 총무처 조직기획과장, 공보관, 중앙공무원교육원 교수부장
- 1997년 ~ 1999년: 청와대 행정비서관
- 1999년 ~ 2001년: 경상북도 행정부지사
- 2001년 ~ 2002년: 국민고충처리위원회 상임위원 겸 사무처장
- 2002년 ~ 2003년: 행정자치부 기획관리실장
- 2003년 ~ 2006년: 제20대 중앙공무원교육원 원장
- 2006년 ~ 2008년: 제9대 행정자치부 장관
- 2008년 ~ 2008년: 이명박정부 무임소 국무위원
- 2009년 ~ 2011년: 차의과학대학교 총장
- 2013년: 경운대학교 사회과학대학 경찰행정학부 석좌교수
- 2013년 10월 30일: 2013년 하반기 재보궐선거 당선(경북 포항시 남구·울릉군, 새누리당, 초선)
- 2013년 10월 ~ 2016년 5월: 제19대 국회의원 (경북 포항시 남구·울릉군, 새누리당, 초선)
  - 2013년 11월 ~ 2016년 5월: 제19대 국회 전반기, 후반기 기획재정위원회 위원
  - 2014년 2월: 제19대 국회 대법관(조희대) 임명동의에 관한 인사청문특별위원회 위원
  - 2014년 2월 ~ 2015년 6월: 제19대 국회 지방자치발전 특별위원회 위원
  - 2014년 10월 ~ 2015년 7월: 제19대 국회 군인권개선 및 병영문화혁신 특별위원회 위원
  - 2014년 11월 ~ 2016년 5월: 제19대 국회 후반기 기획재정위원회 예산결산기금심사소위원장
  - 2015년 6월 ~ 2016년 5월: 제19대 국회 후반기 예산결산특별위원회 위원
  - 2015년 9월 ~ 2015년 12월: 제19대 국회 동북아역사왜곡대책 특별위원회 위원
  - 2015년 11월 ~ 2016년 5월: 제19대 국회 후반기 예산결산특별위원회 예산안등조정소위원회 위원
- 2013년 11월 ~ 2017년 2월: 새누리당 경상북도당 포항시 남구·울릉군 당원협의회 위원장
- 2014년: 새누리당 경제혁신 특별위원회 위원
- 2014년 8월 ~ 2015년 7월: 새누리당 지방자치안전위원장
- 2015년 ~ 2016년: 새누리당 민생119본부장
- 2015년 ~ 2016년: 새누리당 경상북도당 수석부위원장
- 2015년 ~ 2016년: 새누리당 경상북도당 민생119본부 본부장
- 2016년 4월 13일: 대한민국 제20대 국회의원 선거 당선(경북 포항시 남구·울릉군, 새누리당, 재선)
- 2016년 5월 ~ 2020년 5월: 제20대 국회의원 (경북 포항시 남구·울릉군, 새누리당→자유한국당→미래통합당, 재선)
  - 2016년 6월 ~ 2018년 5월: 제20대 국회 전반기 기획재정위원회 위원
  - 2016년 6월 ~ 2017년 5월: 제20대 국회 전반기 예산결산특별위원회 위원
  - 2017년 5월: 제20대 국회 국무총리(이낙연) 임명동의에 관한 인사청문특별위원회 위원
  - 2017년 12월 ~ 2018년 5월: 제20대 국회 재난안전대책 특별위원회 위원
  - 2018년 7월 ~ 2020년 5월: 제20대 국회 후반기 기획재정위원회 위원
  - 2018년 7월 ~ 2020년 5월: 제20대 국회 후반기 예산결산특별위원회 위원
  - 2018년 10월 ~ 2019년 6월: 제20대 국회 윤리특별위원회 위원장
- 2016년: 새누리당 전국위원회 부의장
- 2016년 6월 26일 ~ 2016년 8월 9일: 새누리당 혁신비상대책위원회 위원
- 2016년 6월 26일 ~ 2016년 11월 18일: 새누리당 사무총장
- 2016년 7월: 국회철강포럼 대표의원
- 2017년 2월~2018년 2월: 자유한국당 경상북도당 포항시 남구·울릉군 당원협의회 위원장
- 2018년 4월~2018년 5월: 제7회 전국동시지방선거 경상북도지사 자유한국당 예비후보
- 2018년 5월~2018년 6월: 제7회 전국동시지방선거 자유한국당 이철우 경상북도지사 후보 선거대책위원회 공동선대위원장
- 2018년 9월 : 제5대 지역균형발전협의체 공동회장
- 2018년 12월 ~ 2020년 5월: 자유한국당 경상북도당 포항시 남구·울릉군 당원협의회 위원장
- 2019년 9월 : 자유한국당 저스티스 리그 이사회 고문
- 2019년 10월 : 자유한국당 국가정상화특별위원회 부위원장
- 2020년 2월 ~ 2020년 5월: 미래통합당 경상북도당 포항시 남구·울릉군 당원협의회 위원장
- 2020년 3월 ~ 2020년 4월 : 제21대 국회의원 선거 미래통합당 중앙선거대책위원회 지방자치특별위원장
- 2020년 11월 : 국민의힘 국책자문위원회 부위원장
- 사단법인 세계신지식인협회 고문

## 수상
- 1981년: 근정포장
- 1998년: 홍조근정훈장
- 2003년: 황조근정훈장
- 2006년: 말레이시아국왕 1등급훈장
- 2008년: 청조근정훈장

## 논란

### 세비반납 공약 파기 논란
지난 2016년 4월13일 치러진 국회의원 선거에 출마한 현 박명재 의원등 당시 새누리당 소속 후보자 40명은 국민을 상대로 조건부 세비 반납 약속을 했다.
이들은 갑을개혁, 일자리규제개혁, 청년독립, 4050자유학기제, 마더센터 등 대한민국을 위한 5대 개혁과제를 2017년 5월 31일까지 이행하지 못하면 1년치 세비를 국가에 기부 형태로 반납하겠다고 공언하였으며 .계약서를 작성하고“우리는 ‘대한민국과의 계약’에 서약합니다”라며 “서명일로부터 1년 후인 2017년 5월31일에도 5대 개혁과제가 이행되지 않을 경우, 새누리당 국회의원으로서 1년치 세비를 국가에 기부 형태로 반납할 것임을 엄숙히 서약합니다”라고 썼다. 거기다가 신문에 전면광고를 내고 이 광고를 1년간 보관해달라고 하였다. 이 약속에 이름을 올린 당시 후보는 40명이다. 이들 중 당선자는 27명(강석호, 강효상, 김광림, 김명연, 김무성, 김성태, 김순례, 김정재, 김종석, 박명재, 백승주, 오신환, 원유철, 유의동, 이만희, 이완영, 이우현, 이종명, 이철우, 장석춘, 정유섭, 조훈현, 정준길, 지상욱, 최경환, 최교일, 홍철호)에 달한다.
그러나 국정농단 사태가 벌어지면서 5대과제의 이행은 하나도 되지 않았다. 공약 후 1년이 다되어 세비반납 공약이 논란이 되자 자유한국당 의원들은 이날 보도자료를 통해 "20대 총선에서 당선된 자유한국당 의원은 지난 1년간 5대 개혁과제 법안을 발의함으로써 계약 내용을 이행했다”고 말하였다.
그런데 이중 노동개혁을 위한 고용정책기본법 개정안은 마감 시한인 31일 전날 오전 발의됐되었으며 이들이 앞서 발의한 5개 법안은 이행이 된것이 하나도 없이 모두 해당 상임위에 계류 중인 상태다. 이를 두고 '법안 통과가 되지 않았는데 개혁 과제를 이행했다고 볼 수 있는가', 또 '세비 반납을 피하기 위해 졸속 발의한 것 아닌가' 등의 비판이 일고 있으며 약속했던 세비 반납의 조건이 '과제 이행' 여부였다는 점에서 법안 발의만으로는 약속을 이행했다고 할 수 있는지에 대해서는 논란이 되고 있다.

## 역대 선거 결과
|  | 23.19% |

|  | 21.89% |

|  | 78.56% |

|  | 71.86% |

## 소속 정당
| 소속 정당 | 소속 정당      | 소속 기간 | 비고      |
| --------- | -------------- | --------- | --------- |
|           | 무소속         | 2003~2006 | 정계 입문 |
|           | 열린우리당     | 2006~2007 | 입당      |
|           | 무소속         | 2007      | 탈당      |
|           | 대통합민주신당 | 2007~2008 | 창당      |
|           | 통합민주당     | 2008      | 합당      |
|           | 무소속         | 2008~2013 | 탈당      |
|           | 새누리당       | 2013~2017 | 입당      |
|           | 자유한국당     | 2017~2020 | 당명 변경 |
|           | 미래통합당     | 2020      | 합당      |
|           | 국민의힘       | 2020~현재 | 당명 변경 |

## 같이 보기
- 포항시 남구·울릉군
- 포항시 남구의 국회의원
- 울릉군의 국회의원
- 대한민국의 행정안전부 장관